# カドワラダー・ブレイニー (第9代ブレイニー男爵)
第9代ブレイニー男爵カドワラダー・ブレイニー（英語: Cadwallader Blayney, 9th Baron Blayney、1720年5月2日 - 1775年11月13日）は、イギリスの貴族、陸軍軍人。

## 経歴
1720年5月2日、第7代ブレイニー男爵チャールズ・ブレイニーとその妻メアリー(第4代キャッスルヘイブン伯爵マーヴィン・タチェットの孫娘)の間の次男として生まれる。兄に第8代ブレイニー男爵位を継承するチャールズ・ブレイニーがいる。
陸軍に入隊し、1772年に中将に昇進した。
1761年から1775年にかけてモナハン県主席治安判事を務めた。
1761年9月29日に兄が死去し、第9代ブレイニー男爵を継承した。1764年から1767年にかけてフリーメイソンのイングランド・首位グランドロッジを務めた。
1775年11月13日に死去した。

## 爵位
- 1761年9月29日、モナハン県における第9代モナハン男爵・ブレイニー卿 (9th Lord Blayney, Baron of Monaghan, in the County of Monaghan)

## 家族
1767年にエリザベス・ティッピングと結婚し、彼女との間に以下の4子を儲ける。
- 第1子(長女)メアリー・ブレイニー - エドワード・ティッピングと結婚
- 第2子(次女)エリザベス・ブレイニー (-1853) - 第3代準男爵サー・チャールズ・ドッドスワースと結婚
- 第3子(長男)カドワラダー・デイヴィス・ブレイニー（英語版） (1769-1784) - 第10代ブレイニー男爵
- 第4子(次男)アンドルー・トマス・ブレイニー（英語版） (1770-1834) - 第11代ブレイニー男爵